# Tim McInnerny
Timothy L. "Tim" McInnerny (/ˌmækɪˈnɜːrni/ (sinh ngày 18 tháng 9 năm 1956) là diễn viên người Anh. Anh được biết đến với nhiều vai diễn trên truyền hình và sân khấu. Các vai diễn ông đã tham gia vào thời kỳ đầu sự nghiệp của mình gồm có Lord Percy Percy và Captain Darling trong loạt phim Blackadder.

## Tiểu sử
McInnerny sinh ở Cheadle Hulme, Cheshire, trong gia đình bà Mary Joan (nhũ danh Gibbings) và ông William Ronald McInnerny. Ông lớn lên ở Cheadle Hulme, và Stroud, Gloucestershire, và học ở Trường Marling, Stroud, và Wadham College, Oxford.